# Le Bourg-d'Oisans
Le Bourg-d'Oisans és un municipi de França, situat al departament de la Isèra i la regió d'Alvèrnia-Roine-Alps.

## Geografia
Le Bourg-d'Oisans ocupa una posició central en una plana formada per un antic llac, on conflueixen les sis valls que conformen l'Oisans. El riu Romanche travessa el poble uns quilòmetres avall de les gorgues de l'Infernet.
La plana del Bourg-d'Oisans és vorejada al nord per la serralada de les Grandes Rousses i al sud per la del Pelvoux.
Les estructures geològiques de la vall (plecs, encavalcaments, falles normals) hi són molt clarament visibles i la mineralogia hi és rica i variada.
Bourg-d'Oisans forma part del Parc Nacional dels Écrins.